# Calathus fuscipes
Calathus fuscipes é uma espécie de insetos coleópteros pertencente à família Carabidae.
A autoridade científica da espécie é Goeze, tendo sido descrita no ano de 1777.
Trata-se de uma espécie presente no território português.